# Едмунд Бартон
Едмунд Бартон (англ. Edmund Barton; 18 січня 1849 — 7 січня 1920) — австралійський політик. Перший прем'єр-міністр Австралії з 1 січня 1901 до 24 вересня 1903.

## Ранні роки життя

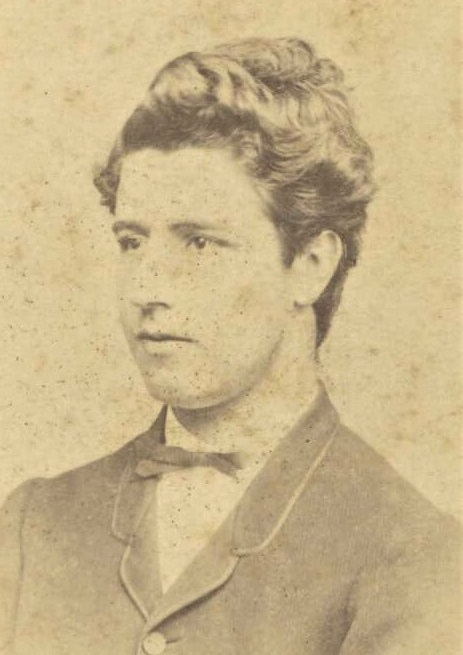
Бартон у віці 17 років.

Едмунд Бартон народився в одному з передмість Сіднея в штаті Новий Південний Уельс 18 січня 1849 року. Батько — Вільям Бартон, біржовий маклер, мати — Мері Луїза Бартон (уроджена Віда). Шкільну освіту отримав у школі Форт-Стріт і граматичній школі Сіднея, де двічі ставав першим учнем і шкільним капітаном (представником школи). Там він познайомився з одним з найкращих своїх друзів, майбутнім суддею Високого суду Австралії Річардом О'Коннором. Згодом вступив до Університету Сіднея, який закінчив з медаллю. Тут же виявив себе гарним гравцем у крикет. В 1871 році Бартон став баррістером, а у 1877 одружився із Джейн Мейсон Росс, з якою вперше познайомився в 1870 році під час крикетної поїздки до Ньюкаслу.

### Федеральна кампанія
У 1876 році Бартон вперше балотувався до Законодавчої асамблеї Нового Південного Уельса від виборчого округу Університету Сіднея, однак зазнав поразки у 6 голосів від Вільяма Чарлза Віндайєра. У 1877 році він знову балотувався до асамблеї, але невдало. Лише у 1879 році Бартон потрапив до законодавчого органу штату, але з 1880 року з причини ліквідації університетського округу обирався спочатку від м. Веллінгтон (Новий Південний Уельс), а потім від Східного Сіднея. У 1882 році він був обраний спікером асамблеї, а в 1884 році — президентом профспілки Університету Сіднея. В 1887 році Бартон завдяки підтримці Генрі Паркса був призначений до Законодавчої ради Нового Південного Уельсу.
У січні — березні 1889 року був генеральним прокурором у протекціоністському уряді колонії (попри те, що виступав за вільну торгівлю, що суперечило курсу партії).

## Кампанія за створення федерації

### Австралазійський національний конвент 1891 року

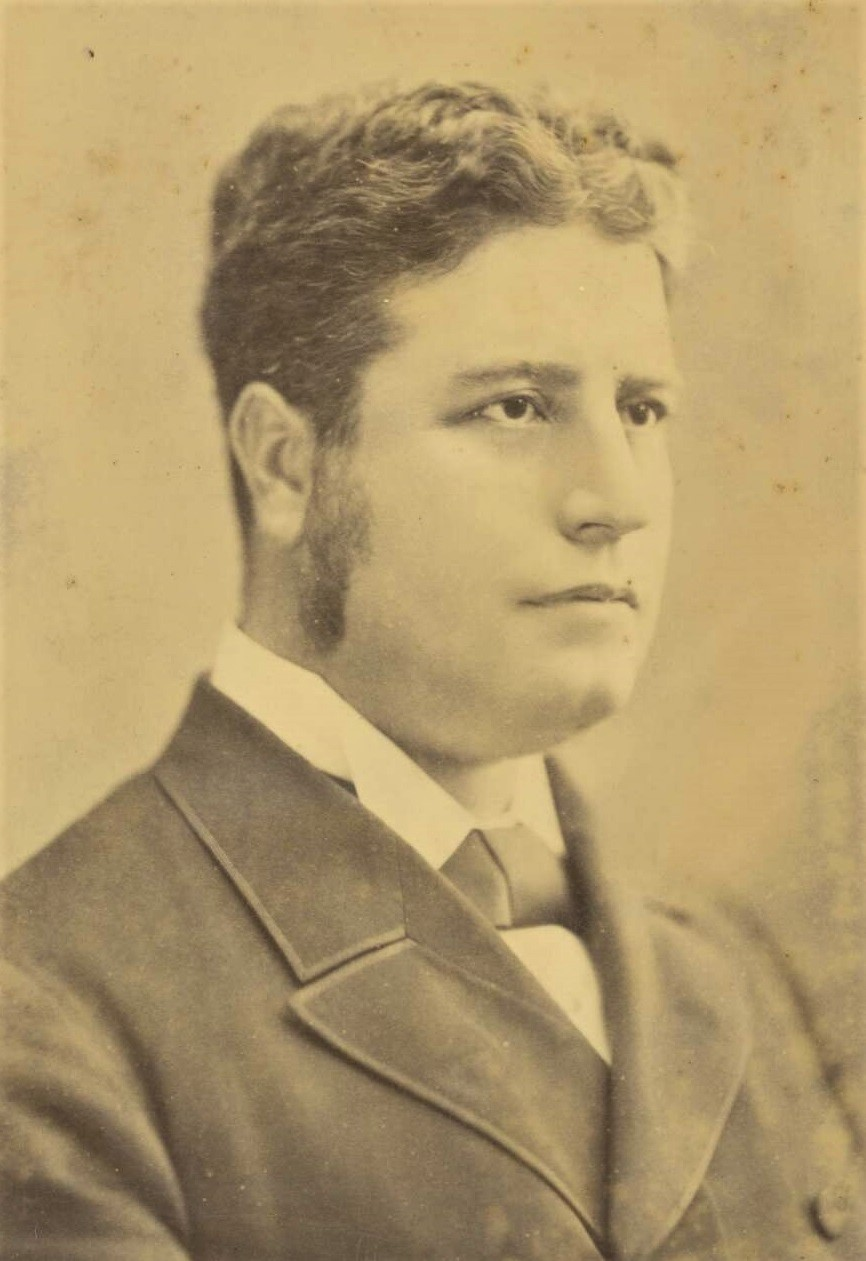
Бартон у віці 34 років.

Едмунд Бартон був одним з перших прихильників створення Австралійської федерації, ідеї, що стала вельми популярною у політичних колах Австралії після відомої промови Генрі Паркса у Тентерфілді. В березні 1891 року він став делегатом на Національному австралазійському конвенті (англ. National Australasian Convention), на якому відкрито виступив на підтримку того, що у федеративній Австралії «торгівля і відносини … мають бути абсолютно вільними». Бартон також виступив на захист ідеї про те, що представницьким органом має бути не тільки нижня палата майбутньої незалежної держави, але й верхня, а апеляції до Таємної ради Великої Британії мають вийти з практики. Крім того, Бартон взяв участь у розробці проєкту конституції, яка істотно подібна до прийнятої 1900 року Конституції Австралії.
Тим не менше, з причини кволої підтримки створення федеративної Австралії у партії протекціоністів Бартон в червні 1891 року залишив склад Законодавчої ради Нового Південного Уельса і взяв участь у виборах від Східного Сіднея, заявив, що «до тих пір, поки Протекціоністська партія лишається Міністерством ворогів федерації, вони не отримають від нього жодного голосу». Вигравши вибори, Бартон, однак, не зміг стати міністром в уряді, хоча у більшості питань підтримував Паркса. Після того, як партія лейбористів втратила підтримку в парламенті і уряд був змушений піти у відставку у жовтні 1891 року, Паркс умовив Бартона очолити у Новому Південному Уельсі рух за створення Австралійської федерації.

### Пост генерального прокурора
Після формування протекціоністського уряду Бартон погодився зайняти пост генерального прокурора колонії за умови збереження за ним права на приватну практику як юриста. Крім того, він заручився підтримкою прем'єра Нового Південного Уельса у прийнятті федеративних резолюцій на майбутній парламентській сесії. Однак, ставши в. о. прем'єра, розробка резолюцій була на деякий час відкладена, оскільки Бартон був змушений присвятити свою діяльність проведенню виборчої реформи, а також вжиттю заходів після страйку шахтарів у Брокен-Гіллі в 1892 році. Федеративні резолюції були подані до парламенту лише 22 листопада 1892 року, одначе Бартону не вдалося домогтися їх розгляду у профільних комітетах.
Тим часом, він розпочав кампанію на підтримку створення федерації, провівши зустрічі з населенням в Корові і Олбері у грудні 1892 року. Досягнувши розгляду федеративних резолюцій в комітетах у жовтні 1893 року, Бартону тривалий час не вдавалось винести їх на дебати в Палаті. В грудні того ж року його і Ричарда О'Коннора, міністра юстиції, попрохали виступити як приватного юриста у справі проти уряду «Proudfoot v. the Railway Commissioners». Незважаючи на відмову Бартона від участі в справі, його прохання про дозвіл міністрам виступати у своїй професійній діяльності як юристів у справах проти уряду було відхилено, тому Бартон одразу ж пішов з посту генерального прокурора.
В липні 1894 року він брав участь у наступних парламентських виборах від округа Рендвік, але програв. На чергових виборах 1895 року Бартон не брав участі, однак продовжив кампанію на підтримку федерації: в період з січня 1893 до лютого 1897 року він провів загалом майже 300 зустрічей з жителями Нового Південного Уельса, в тому числі в Сіднеї, де він заявив: «Вперше в історії у нас є держава для континенту і континент для держави». До березня 1897 року Бартона було визнано лідером федеративного руху у всій Австралії.

### Австралазійський національний конвент і референдум
У 1897 році Едмунд Бартон очолив список делегатів, вибраних від Нового Південного Уельса на Конституційний конвент, основною задачею якого було вироблення проєкту конституції федеративної Австралії. Хоча основним автором тексту проєкту став Самюель Ґріффіт, саме Бартон став політичним лідером, який довів його до Конституційного конвенту.
У травні 1897 року Бартона удруге було призначено до Законодавчої ради Нового Південного Уельсу, де він взяв на себе відповідальність за просування у верхній палаті Парламенту колонії федеративного законопроєкту. Це дозволило генеральному прокурору в уряді Джорджа Рейда, Джону Генрі Уонту, відкрито виступити проти цього законопроєкту. У вересні 1897 року конвент було знову скликано у Сіднеї для розгляду 286 поправок до проєкту Конституції, запропонованих австралійськими колоніями. Розробку проєкту було завершено в березні 1898 року, після чого Бартон повернувся до Нового Південного Уельсу, щоб очолити кампанію з підтримки проєкту на червневому референдумі. Хоча його було схвалено значною частиною населення, за проєкт віддало свої голоси лише 71 595 чоловік замість необхідних 80 000 осіб.
У липні 1898 року Бартон пішов з верхньої палати парламенту, щоб взяти участь у чергових виборах до Законодавчої асамблеї Нового Південного Уельсу, але програв Рейду. Тим не менше вже у вересні він одержав перемогу на додаткових виборах від виборчого округу Гейстінгс і Маклей, після чого одразу ж був обраний лідером опозиції, котра складалася з групи протекціоністів, які виступали як за, так і проти створення федерації. У січні 1899 року Рейд отримав значні поступки від ряду австралійських штатів, після чого взяв участь в кампанії з проведення другого референдуму у червні 1899 року. 29 червня 1899 року проєкт Конституції було схвалено 170 420 голосами з необхідних 82 741.
У серпні 1899 року, коли стало ясно, що партія лейбористів може виступити за відставку уряду Рейда, Бартон вирішив піти з посту лідера опозиції. Крім того, він відмовився знову зайняти пост генерального прокурора. У лютому 1900 року Бартон залишив Парламент, щоб вирушити до Лондона разом з Альфредом Дікіном та Чарлзом Кінгстоном, маючи намір роз'яснити суть федеративного законопроєкту британському урядові. Однак, він виступив категорично проти пункту у проєкті, у якому йшла мова про припинення подачі апеляцій до Таємної ради. Врешті-решт, Бартон погодився з тим, що конституційні питання повинні будуть розглядатись Високим судом, а всі решта — Таємною радою.

## Роки прем'єрства

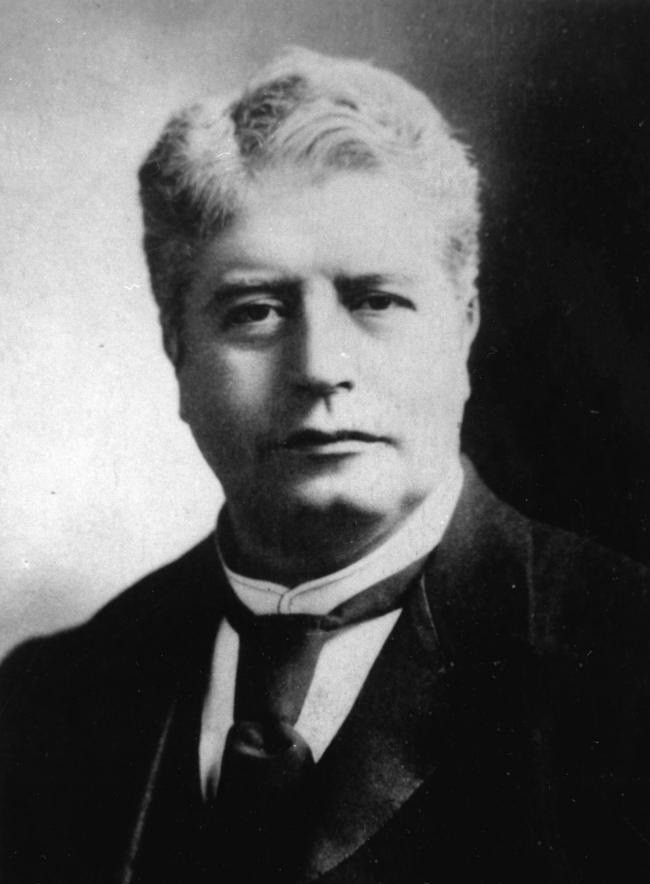
Світлина Бартона (бл. 1901)

Фото 1898 року, на якому зображено майбутнього прем'єр-міністра Австралії Едмунда Бартона у віці 49 років та другого прем'єр-міністра країни Альфреда Дікіна.

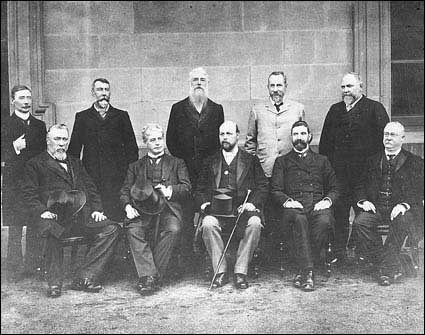
Перший уряд Австралійського Союзу (1901рік).

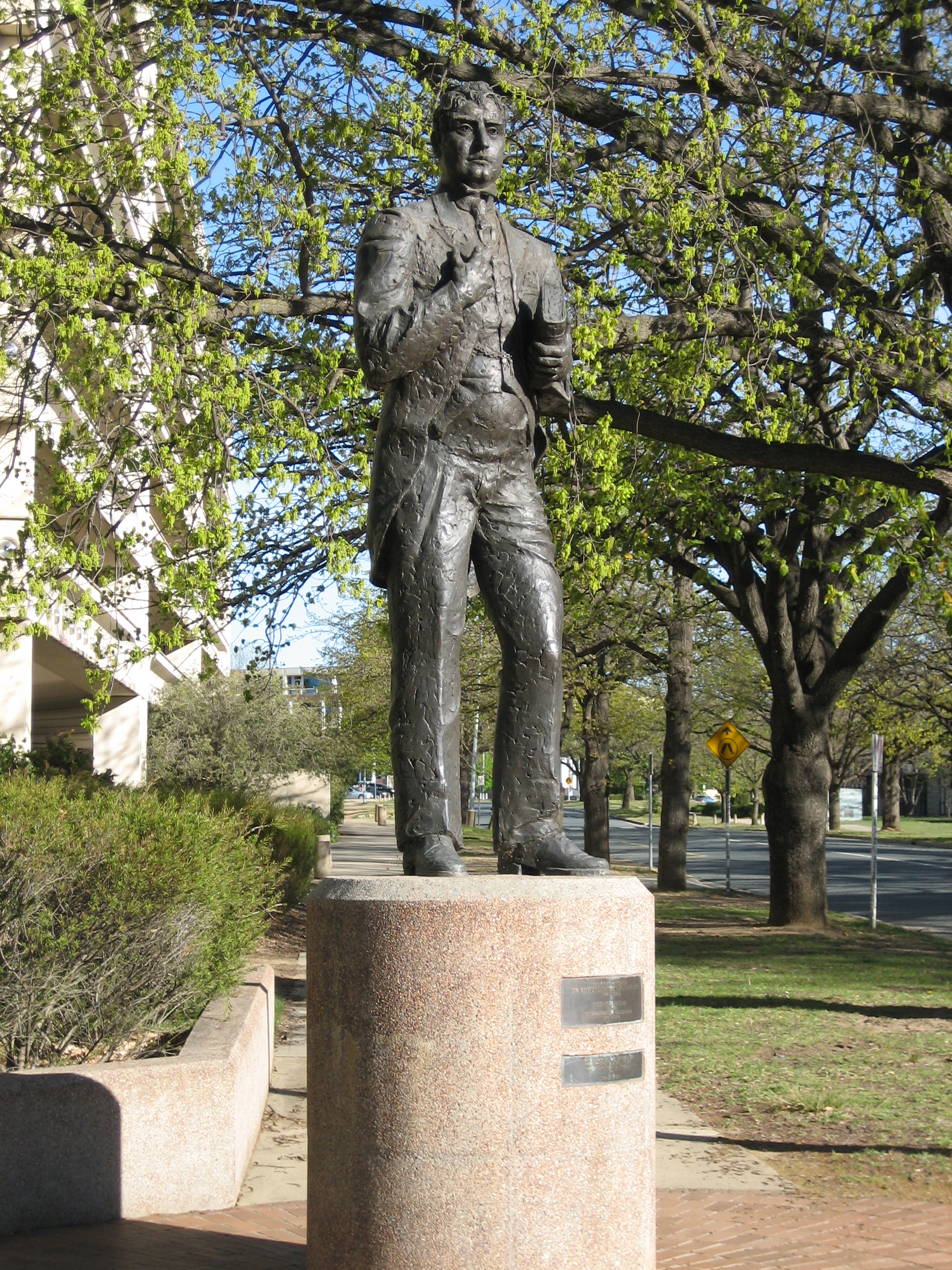
Пам'ятник Бартону у АСТ

Лише деякі у політичних колах Австралії мали сумніви в тому, що Бартон, який був ведучим федералістом у найстарішому штаті, заслуговує на те, щоб стати першим прем'єр-міністром нової федерації. Але, оскільки федеральний парламент ще не було сформовано, то конституційний звичай, відповідно до якого прем'єр-міністром країни стає лідер найбільшої фракції у нижній палаті, застосувати було неможливо. Знову призначений генерал-губернатор Австралії, Джон Гоуп, запропонував сформувати уряд Вільяму Лайну, прем'єру Нового Південного Уельсу.
Рішення Гоупа, відоме як «Помилка Гоуптоуна», було виправданим, виходячи з права старшинства, однак Лайн, який був відкритим супротивником створення федерації, був неприйнятним кандидатом для багатьох федералістів, наприклад Альфреда Дікіна, який відмовлявся служити у випадку його прем'єрства. В результаті напружених переговорів прем'єр-міністром був обраний Едмунд Бартон, який вступив у посаду 1 січня 1901 року.
До складу свого уряду входили він сам як прем'єр-міністр і міністр закордонних справ, Альфред Дікін як генеральний прокурор, Вільям Лайн як міністр внутрішніх справ, Джордж Тернер як міністр фінансів, Чарлз Кінгстон як міністр торгівлі та митної служби, Джеймс Діксон як міністр оборони і Джон Форрест як міністр пошти. Річард О'Коннор був призначений віце-президентом Виконавчої ради, а Еліотт Льюіс — міністром без портфеля. За 10 днів після початку діяльності уряду помер Джеймс Діксон, місце якого 17 січня зайняв Джон Форрест. Пост міністра пошти, у свою чергу, зайняв 5 лютого Джеймс Дрейк.
Основною задачею уряду Бартона була організація перших федеральних виборів, які провели у березні 1901 року. На них Бартон без заперечень був обраний до нового парламенту від виборчого округа Гантер, а його Протекціоністська партія отримала достатню кількість місць для формування уряду в коаліції з Лейбористською партією Австралії. Всіх міністрів було переобрано, окрім Еліотта Льюіса, який не взяв участі у виборах (його місце зайняв Філіп Файш).
Першим законодавчим актом, який розробив уряд Бартона, став Закон «Про імміграційні обмеження», який законодавчо закріплював політику «Білої Австралії». Основною причиною прийняття закону стали вимоги Лейбористської партії, яка у обмін на підтримку уряду хотіла обмежити імміграцію з Азії. Однак політику «Білої Австралії» Бартон підтримав ще під час передвиборчої кампанії, заявив, що «Теорія рівності людей ніколи не мала на увазі рівності англійців та китайців». Іншою важливою заслугою Бартона стало надання у 1902 році виборчих прав жінкам для участі у федеральних виборах.
Більшу частину 1902 року провів у Великій Британії, взяв участь у коронації Едварда VIII. Крім того, метою цієї поїздки стало підписання нового військово-морської угоди між Австралійським Союзом і Британією, яка мала замінити угоду між австралійськими колоніями і їх метрополією в особі Британської імперії (вони передбачали використання британських військово-морських сил для захисту Австралії). Альфред Дікін виступав проти цієї угоди, виступив у 1908 році за розширення власного військово-морського флоту Австралії.
Загалом Бартон був помірковано-консервативним політиком, тому багатьом ліберальним політикам в партії не подобалось його, деякою мірою, розслаблене відношення до політики. Будучи поважною, охайною і вельми комунікабельною людиною, Бартон за свою любов до тривалих обідів і гарного вина отримав прізвисько «п'яниця Тобі» (англ. Toby Tosspot; слово «Тобі» використовувалось для позначення пивного кухля у вигляді товстуна у костюмі). У вересні 1903 року пішов у відставку, щоб стати членом-засновником Високого суду Австралії. Його наступником став Альфред Дікін.

## Судова кар'єра

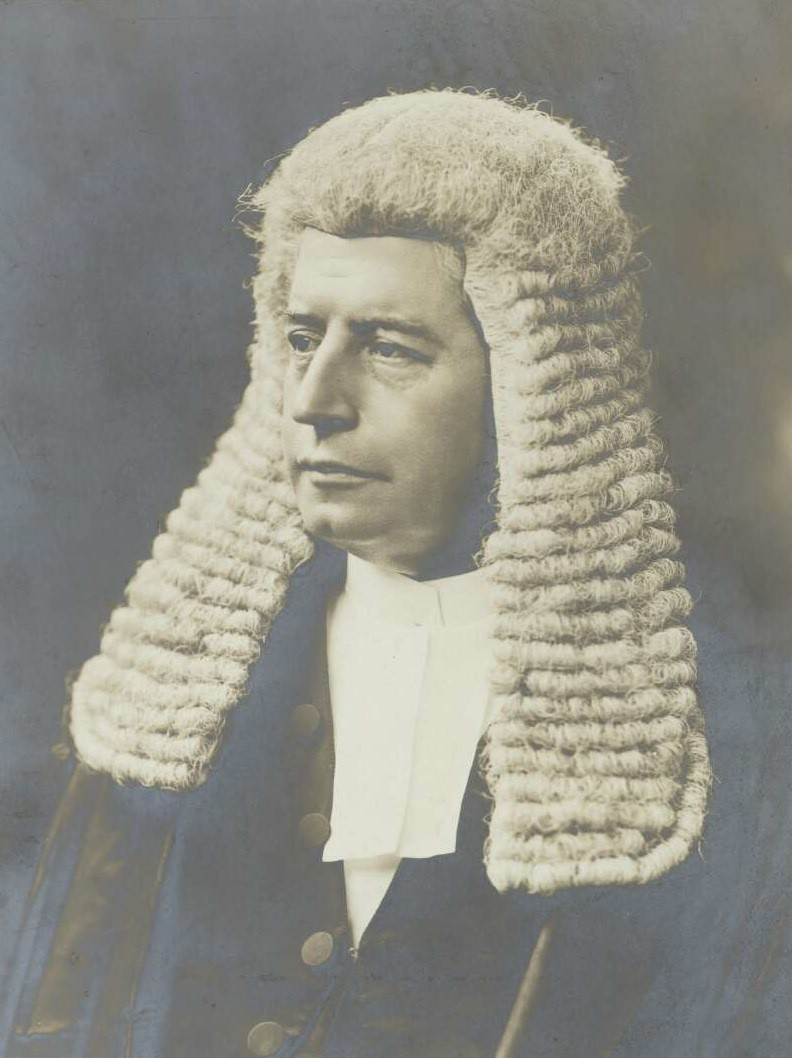
Бартон у 1903 році.

У судовій діяльності Бартон мав славу хорошого і «вкрай неупередженого» судді, який дотримувався того ж поміркованого консерватизму, що і в політиці. Наряду зі своїми колегами Самюелем Гріффітом и Річардом О'Коннором він намагався зберегти за штатами Австралійського Союзу деяку ступінь автономності, розробивши доктрину «так званого імунітету недоторканості» (англ. implied immunity of instrumentalities), яка перешкоджала стягненню податків зі штатів федеральними чиновниками, а також втручанню федерації у вирішення індустріальних суперечок у сфері залізниць штатів. Після 1906 року Бартон постійно конфліктував з двома лібералами, призначеними до Високого суду Альфредом Дікіном: Ісааком Ісааксом і Генрі Хіггінсом.

## Смерть
Бартон помер 7 січня 1920 року від серцевого нападу в одному з готелів Медлоу-Бата в Новому Південному Уельсі. Поховано колишнього прем'єр-міністра на кладовищі одного з передмість Сіднея.

## Нагороди
Бартон тричі відмовлявся від посвяти у лицарі, але у 1902 році отримав орден Святого Михайла і Святого Георгія, прийнявши разом з ним і лицарське звання.